# Saison 1997-1998 du Football Club auscitain
La saison 1997-1998 du Football Club auscitain est la neuvième saison consécutive du club gersois en groupe A.
Demi-finaliste de son championnat, il remonte dans l’élite élargie à 24 clubs.
Il atteint également les huitièmes de finale de la coupe de France.
L'équipe évolue cette saison sous les ordres des entraîneurs Gérard Lacrampe et Roland Pujo.
L’équipe de France vient jouer à Auch à l’occasion de la coupe Latine, compétition remportée par la France.

## Les matchs de la saison
Auch termine 2e de sa poule derrière Périgueux avec 39 points soit 10 victoires, 1 nul et 7 défaites et se qualifie directement pour les quarts de finale.

### À domicile
- Auch-Bayonne 23-26
- Auch-Paris UC 34-10
- Auch-Périgueux : ?
- Auch-Orléans 44-23
- Auch-Strasbourg 49-20
- Auch-Rumilly: ?
- Auch-Tarbes 23-14
- Auch-Tyrosse 28-15
- Auch-Valence d’Agen 35-18

### À l’extérieur
- Bayonne-Auch 3-10
- Paris UC-Auch 19-12
- Périgueux-Auch 28-9
- Orléans-Auch : ?
- Strasbourg-Auch 21-11
- Rumilly-Auch : ?
- Tarbes-Auch 22-22
- Tyrosse-Auch 27-17
- Valence d’Agen-Auch 12-9

### Phases finales
- Quart de finale (match de la montée) : Auch-La Teste 26-23
- Demi-finale : Périgueux-Auch 26-22

## Coupe de France

### À domicile
- Auch-Montauban 37-15
- Auch-Tyrosse 24-17

### À l’extérieur
- Bayonne-Auch 24-32
- Lombez-Auch 25-15

### Phases finales
- Orléans-Auch 10-32
- Auch-Périgueux 31-6
- Auch-Lombez 29-18
- Auch-Biarritz 33-8
- Huitième de finale : Auch-Bègles 8-21

## Effectif
- Arrières : Patrick Bosque, Andreï Chaliouta, David Ducès
- Ailiers : Christophe Dalgalarondo, Jérôme Lussan
- Centres : Stéphane Cambos, Paul Okesene, Sébastien Lacroix
- Ouvreurs : Philippe Bérot, Frédéric Daroque, Laurent Lafforgue, Alexandre Jaffres
- Demis de mêlée : Serge Lauray, Yoan Wencker
- Troisièmes lignes centre : Denis Durante, Grégory Patat
- Troisièmes lignes aile : Jerome Baradat, David Barthélémy, Jérôme Rouquet, Pierre Boulay, Jérôme Pagotto
- Deuxièmes lignes : Sandu Ciorăscu, Bernard Loubens, Bastien Dandrea, Paul Fakatica
- Talonneurs : Jean-Baptiste Rué, Jean-Marc Béderède, Lilian Argueil
- Piliers : Luc Gadenne, Thierry Pomès, Christian Rocca,  Jean-Baptise Soucek, Éric Smara